# Heyuanninae
De Heyuanninae zijn een groep van dinosauriërs die behoren tot de meer omvattende groep van Oviraptoridae.
In 1981 benoemde Barsbold een subfamilie Ingeniinae om Ingenia in onder te brengen. In 2004 kwam Osmólska voor het eerst met een exacte definitie als klade: de groep bestaande uit de laatste gemeenschappelijke voorouder van Ingenia yanshini en Conchoraptor gracilis en al zijn afstammelingen. Ingeniinae vormt een vermoedelijke zusterklade van Oviraptorinae binnen Oviraptoridae maar dit is niet per definitie zo. Een probleem dat in de toekomst zal spelen is dat de naam Ingenia al bezet was, het geslacht daarom in 2013 hernoemd werd tot Ajancingenia en dat volgens de regels van de voorlopige PhyloCode klades naar de verankerende soorten moeten heten.

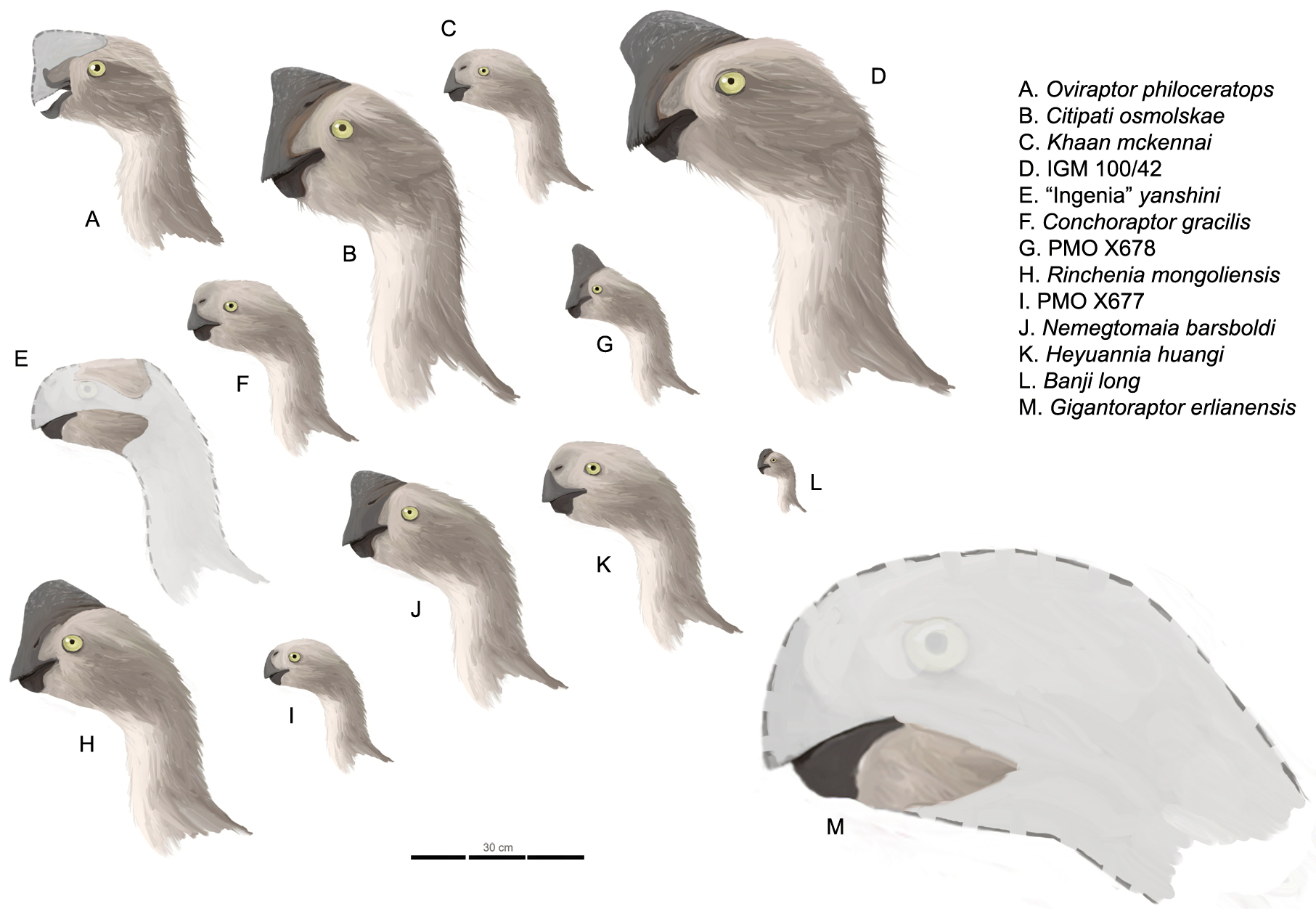
Profielen van verschillende soorten

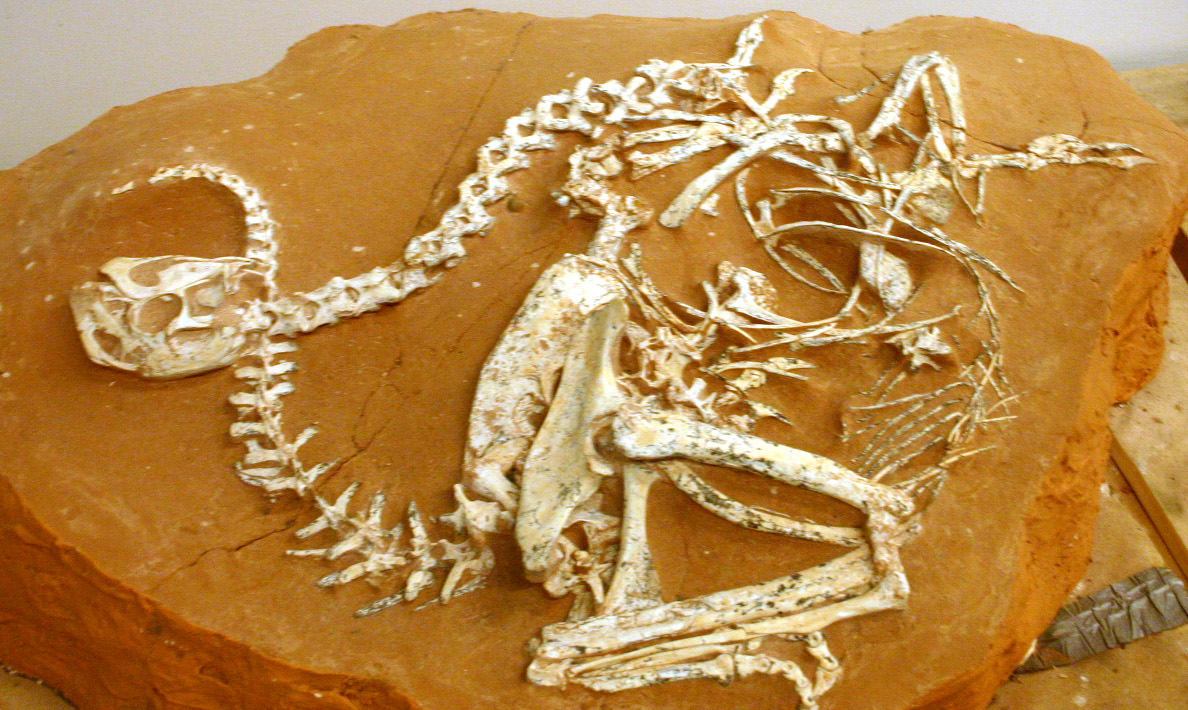
Fossiel Khaan